# Harry Hooper
Harold Hooper (Pittington, 14 de junho de 1933 - Hunstanton, 26 de agosto de 2020) foi um ex-futebolista e treinador inglês, que atuava como meia.

## Carreira
Harry Hooper oficialmente fez parte do elenco da Seleção Inglesa de Futebol que disputou a Copa do Mundo de 1954, embora não tenha viajado à Suíça.
Morreu de Alzheimer em 2020.

## Ligações Externas
- Perfil em FIFA.com (em inglês)